# 1958 у хокеї з шайбою
Нижче наведені хокейні події 1958 року у всьому світі.

## Головні події
На чемпіонаті світу в Осло золоті нагороди здобула збірна Канади («Вітбі Данлопс»).
У фіналі кубка Стенлі «Монреаль Канадієнс» переміг «Бостон Брюїнс».

## Національні чемпіони
- Австрія: «Інсбрук»
- Болгарія: «Червено знаме» (Софія)
- Італія: «Мілан-Інтер»
- НДР: «Динамо» (Вайсвассер)
- Норвегія: «Гамлеб'єн»
- Польща: «Гурник» (Катовиці)
- Румунія: «Стяуа» (Бухарест)
- СРСР: ЦСК МО (Москва)

- Угорщина: «Уйпешт Дожа» (Будапешт)
- Фінляндія: «Ільвес» (Тампере)
- Франція: «Шамоні» (Шамоні-Мон-Блан)
- ФРН: «Фюссен»
- Чехословаччина: «Руда Гвезда» (Брно)
- Швейцарія: «Давос»
- Швеція: «Юргорден» (Стокгольм)
- Югославія: «Акроні» (Єсеніце)

## Переможці міжнародних турнірів
- Кубок Шпенглера: «Давос» (Швейцарія)
- Кубок Ахерна: «Геррінгей Рейсерс» (Велика Британія)
- Турнір газети «Советский спорт»: ЦСК МО (Москва)

## Засновані клуби
- «Амур» (Хабаровськ, СРСР)
- «Єрмак» (Ангарськ, СРСР)
- «Іжсталь» (Іжевськ, СРСР)

## Народилися
- 5 січня — Їржі Грдіна, чехословацький хокеїст. Чемпіон світу.
- 29 січня — Глен Кочрейн, канадський хокеїст.
- 9 лютого — Кріс Нілан, американський хокеїст.
- 12 лютого — Боббі Сміт, канадський хокеїст.
- 31 березня — Бред Марш, канадський хокеїст.
- 6 червня — Вейн Бабич, канадський хокеїст українського походження.
- 19 червня — Сергій Макаров, радянський хокеїст. Олімпійський чемпіон та член зали слави ІІХФ.